# Cephaloziella integerrima
Cephaloziella integerrima là một loài rêu trong họ Cephaloziellaceae. Loài này được Lindb. Warnst. mô tả khoa học đầu tiên năm 1902.